# Sons-et-Ronchères
Sons-et-Ronchères é uma comuna francesa na região administrativa de Altos da França, no departamento de Aisne. Estende-se por uma área de 9,2 km². Em 2010 a comuna tinha 233 habitantes (densidade: 25,3 hab./km²).